# Alfred Gockel
Alfred Gockel, nació en 1952 en Lüdinghausen , es un pintor y grabador de Alemania.

## Datos biográficos
Estudió desde 1973 hasta 1977 en la Universidad de Münster habiendo terminado el curso de diseño. Después, trabajó por cuenta propia como dibujante y pintor, además de dar clases de serigrafía como profesor delegado en la Universidad de Münster.
Alfred Gockel dedicó desde 1981 todo su tiempo a su creatividad artística desarrollando su pintura, serigrafía y escultura.
En 1983, fundó la empresa editorial Avant Art la cual distribuye sus ediciones en más de 50 países.
La reconstrucción del molino adquirido en 1988 para crear el centro de serigrafía, aumentó sustancialmente su capacidad de exposición además de aumentar su nivel artístico. Su éxito internacional, obligó a la construcción de un taller mayor para poder realizar trabajos de mayores dimensiones. Su estilo reconocido e incomparable despertó gran interés entre los coleccionistas de arte. Alfred Gockel ha adquirido un reconocimiento en el mundo artístico a través de sus actuaciones en sus exposiciones, y en otros eventos sociales.[cita requerida]
Su hijo, Alexander Gockel, también es artista.

## La obra
En el plano artístico, Alfred Gockel pinta cuadros coloristas, próximos al expresionismo , similares a los de Kandinsky. En el terreno de la difusión gráfica, produce reproducciones en serigrafía de su obra, en series limitadas y en grandes tiradas.
Para celebrar el 20 aniversario de la caída del muro de Berlín, Alfred Gockel llevó a cabo una de sus obras más curiosas. Uno de los últimos fragmentos originales del muro de Berlín fue adornado con metal y pintura. El muro de hormigón se convierte en superficie pictórica monumental, con un alto contenido de memoria.
Sus esculturas surgen de la plancha de metal recortada con formas figurativas. sus grandes dimensiones les confieren un aspecto monumental. En la puerta de su empresa en Lüdinghausen hay una. Otra en el municipio de Sint Anthonis (ver imagen).